# إد سوليفان
إدوارد فنسنت «إد» سوليفان (28 من سبتمبر 1901م - 13 من أكتوبر 1974م) هو كاتب ترفيهي ومقدم تليفزيوني أمريكي، يُعرف بالأخص كمقدم البرنامج التليفزيوني للمنوعات الشهير باسم برنامج إد سوليفان (The Ed Sullivan Show). ظل البرنامج يُذاع منذ عام 1948م حتى 1971م (هذا يعني أنه ظل يُعرض لمدة 23 عامًا)، لذلك يُعد واحدًا من البرامج الترفيهية التي ظلت موجودة على الساحة التليفزيونية فترات طويلة في تاريخ البث التليفزيوني للولايات المتحدة.
في عام 1996م، حصل إد سوليفان على المركز الخامس عشر في قائمة مجلة تي في جايد' (TV Guide) «لأعظم 50 نجمًا تليفزيونيًا على مر التاريخ».

## كتابات أخرى
- Leonard, John, The Ed Sullivan Age, American Heritage, May/June 1997, Volume 48, Issue 3
- Nachman, Gerald, Ed Sullivan, December 18, 2006.
- Maguire, James, Impresario: The Life and Times of Ed Sullivan, Billboard Books, 2006
- Bowles, Jerry, A Thousand Sundays: The Story of the Ed Sullivan Show, Putnam, 1980
- Barthelme, Donald, "And Now Let's Hear It for the Ed Sullivan Show!" in Guilty Pleasures, Farrar, Straus and Giroux, 1974

## وصلات خارجية
- إد سوليفان على موقع IMDb (الإنجليزية)
- إد سوليفان على موقع الموسوعة البريطانية (الإنجليزية)
- إد سوليفان على موقع ألو سيني (الفرنسية)
- إد سوليفان على موقع ميوزك برينز (الإنجليزية)
- إد سوليفان على موقع أول موفي (الإنجليزية)
- إد سوليفان على موقع قاعدة بيانات الأفلام السويدية (السويدية)
- إد سوليفان على موقع إن إن دي بي (الإنجليزية)
- إد سوليفان على موقع ديسكوغز (الإنجليزية)
- إد سوليفان على موقع قاعدة بيانات الفيلم (الإنجليزية)
- إد سوليفان على موقع كينوبويسك (الروسية)

- The Official Ed Sullivan Show Website